# Coleophora eremosparti
Coleophora eremosparti é uma espécie de mariposa do gênero Coleophora pertencente à família Coleophoridae.